# Фрідріх Леопольд Прусський (1895–1959)
Принц Франц Йозеф Оскар Ернст Патрік Фрідріх Леопольд Прусський (нім. Franz Joseph Oskar Ernst Patrick Friedrich Leopold Prinz von Preußen; 27 серпня 1895, Берлін, Німецька імперія — 27 листопада 1959, Лугано, Швейцарія) — німецький художник, колекціонер і дилер творів мистецтва.

## Біографія

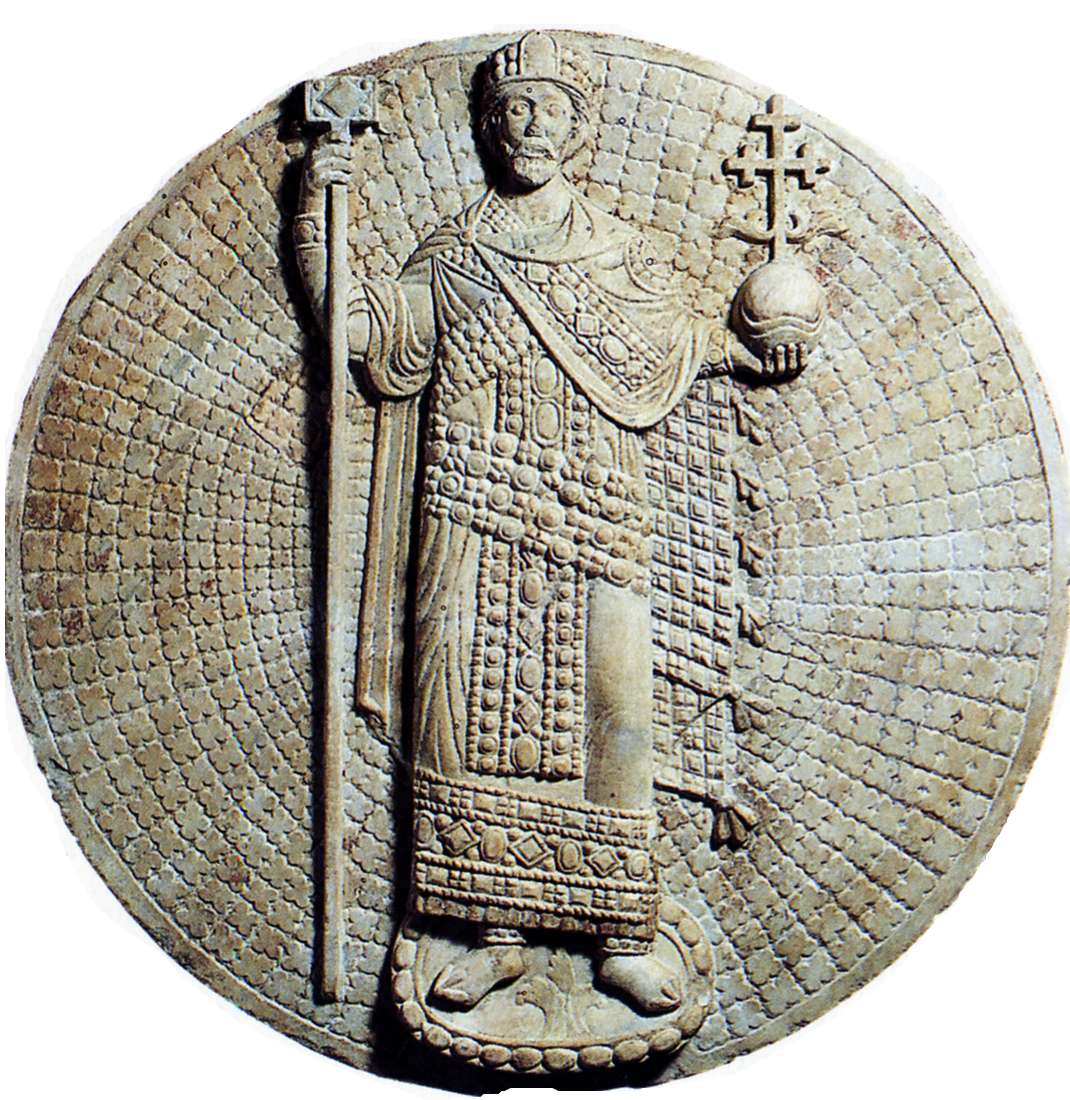
Візантійське тондо, продане принцом Роберту Вудсу Бліссу.

Молодший син принца Фрідріха Леопольда Прусського і його дружини Луїзи Софії. В 1906 році зарахований в 1-й піший гвардійський полк. Захоплювався малюванням, в 1912 році почав брати уроки живопису і малювання з натури у відомого художника Карла Гагемайстера. На початку Першої світової війни вступив в армію, проте дуже швидко був демобілізований через погане здоров'я. В жовтні 1915 року почав вивчати живопис в мюнхенській Академії витончених мистецтв, а також збирати твори мистецтва. В 1917 році через пристрасну купівлю антикваріату вліз у великі борги Міністерство королівського дому розпочало проти принца розслідування, щоб визнати його недієздатним і поставити під опіку. Після численних судових слухань в серпні 1918 року Міністерство припинило розслідування.
В міжвоєнний період проживав в батьковому замку Глініке зі своїм другом і секретарем бароном Фрідріхом Черріні де Монте Варкі (1895–1985), разом з яким активно колекціонував і продавав твори мистецтва, а також автографи свого прадіда принца Карла. В 1937 році продав американському дипломату Роберту Вудсу Бліссу, одному із своїх найкращих клієнтів, візантійське імператорське тондо XII століття з двору монастиря Глініке; станом на вересень 2021 року тондо знаходиться в маєтку Бліссів Дамбертон-Окс. В 1939 році замок Глініке був проданий, тому Фрідріх Леопольд і Черріні переїхали в маєток Імлау біля Верфена, який належав принцу. Фрідріх Леопольд вивіз із замку частину своєї колекції і заповів її Черріні, а решту, яка залишилась в замку — Фонду прусських палаців і садів Берліна-Бранденбурга. 10 вересня 1940 року Потсдамський земельний суд засудив принца і Черріні до великих штрафів за продаж імператорського тондо.
25 травня 1944 року Фрідріх Леопольд і Черріні були заарештовані за прослуховування ворожих радіопередач, а 11 вересня їх доставили в концтабір Дахау. В квітні 1945 року принц був в групі в'язнів, яких службовці СС доставили в Південний Тіроль, де вони згодом були звільнені спочатку німецькими солдатами під командуванням гауптмана Віхарда фон Альвенслебена, а потім — солдатами 5-ї американської армії. 19 червня повернувся в Імлау. В тому ж році виступав свідком на першому процесі над службовцями Дахау. Після процесу оселився в Швейцарії і більше не повертався в Німеччину. 

## Нагороди
- Орден Чорного орла (1905)
- Орден Червоного орла
  - 1-го класу з короною
  - великий хрест
- Орден Корони (Пруссія) 1-го класу
- Королівський орден дому Гогенцоллернів, великий командорський хрест
- Орден Заслуг герцога Петра-Фрідріха-Людвіга, почесний великий хрест
- Почесний хрест (Ройсс) 1-го класу з короною
- Орден «Святий Олександр», великий хрест (Третє Болгарське царство)
- Почесний хрест ветерана війни

## Галерея

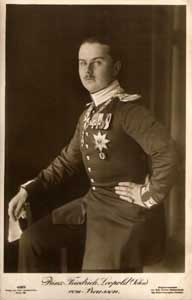
Принц Фрідріх Леопольд у військовій формі (1914).
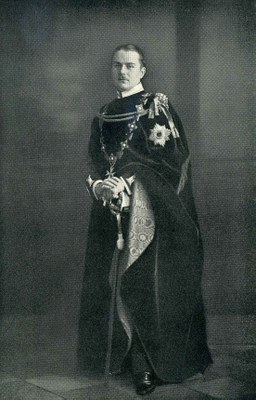
Принц Фрідріх Леопольд в мантії кавалера ордена Чорного орла (1914).
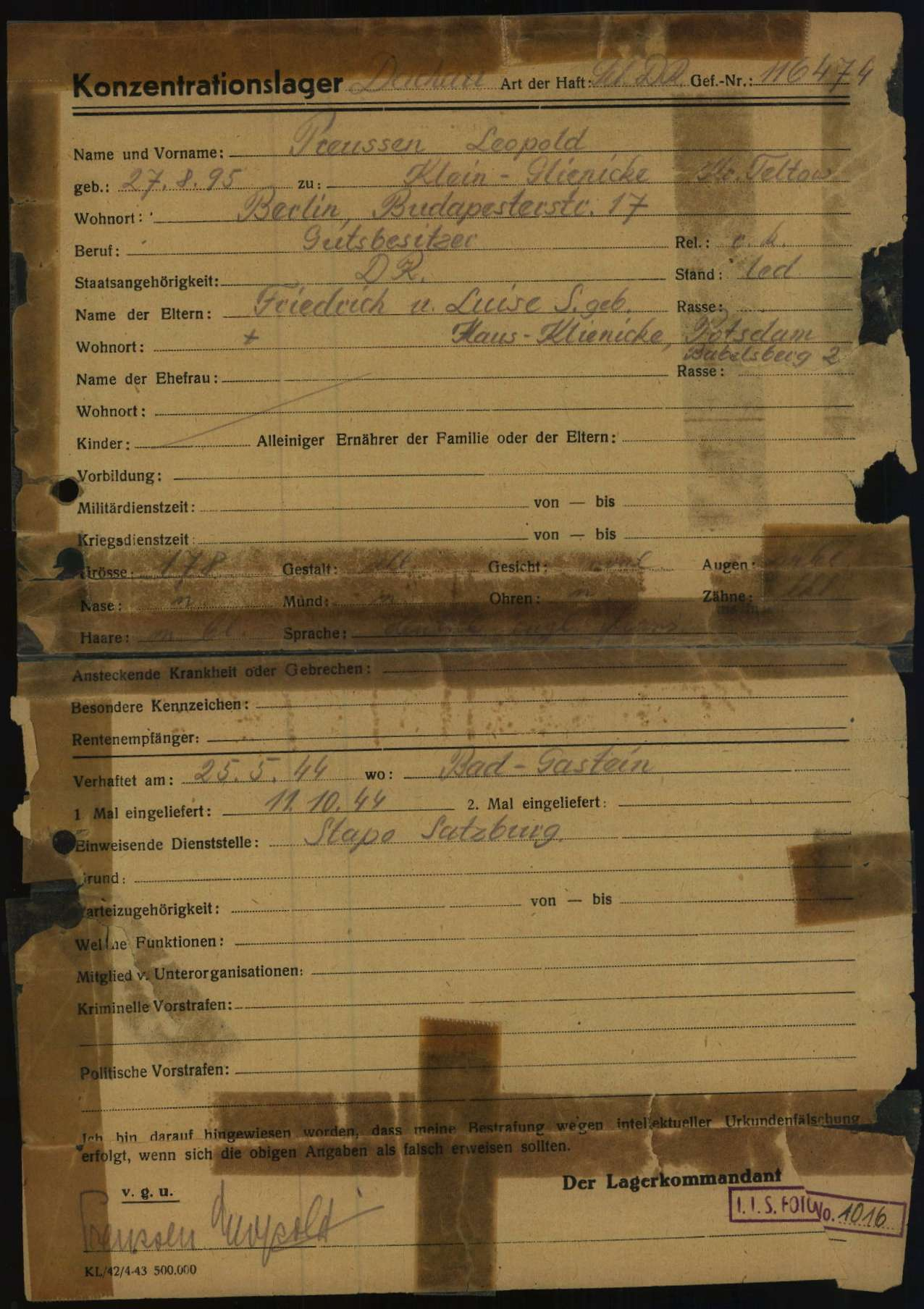
Реєстраційна картка принца як в'язня Дахау.